# Льюзерн (округ)
Округ Льюзерн (англ. Luzerne County) располагается в штате Пенсильвания, США. Официально образован в 1786 году. По состоянию на 2012 год, численность населения составляла 321 027 человек.

## География
По данным Бюро переписи США, общая площадь округа равняется 2349,132 км², из которых 2307,692 км² суша и 41,440 км² или 0,018 % это водоёмы.

## История
Некоторое время с 1776 по 1786 составлял штат Уэстморленд. С 1786 года в составе Коннектикута.

## Население
По данным переписи населения 2010 года в округе проживает 320 918 жителей в составе 130 687 домашних хозяйств и 84 293 семьи. Плотность населения составляет 138,00 человек на км². На территории округа насчитывается 144 686 жилых строений, при плотности застройки около 63,00-х строений на км². Расовый состав населения: белые — 90,7 % (поляки 22 %, итальянцы 15 %, ирландцы 13 %, немцы 12 %, словаки 5 %), афроамериканцы — 3,4 %, коренные американцы (индейцы) — 0,2 %, азиаты — 1,0 %, гавайцы — 0,01 %, представители других рас — 3,3 %, представители двух или более рас — 0,57 %. Испаноязычные составляли 6,7 % населения независимо от расы.
В составе 26,50 % из общего числа домашних хозяйств проживают дети в возрасте до 18 лет, 48,80 % домашних хозяйств представляют собой супружеские пары проживающие вместе, 11,50 % домашних хозяйств представляют собой одиноких женщин без супруга, 35,50 % домашних хозяйств не имеют отношения к семьям, 31,30 % домашних хозяйств состоят из одного человека, 16,00 % домашних хозяйств состоят из престарелых (65 лет и старше), проживающих в одиночестве. Средний размер домашнего хозяйства составляет 2,34 человека, и средний размер семьи 2,95 человека.
Возрастной состав округа: 21,00 % моложе 18 лет, 8,10 % от 18 до 24, 27,20 % от 25 до 44, 24,00 % от 45 до 64 и 24,00 % от 65 и старше. Средний возраст жителя округа 41 лет. На каждые 100 женщин приходится 93,00 мужчин. На каждые 100 женщин старше 18 лет приходится 89,50 мужчин.